# Mininova
Mininova là một trong những trang web lớn nhất cho BitTorrent. Nó gồm một hệ thống thư mục và công cụ tìm kiếm tập tin torrent.
Trang web này có trụ sở tại Hà Lan, bắt đầu hoạt động vào tháng 1 năm 2005 như là kẻ thay thế cho Suprnova.org khi nó bị ngưng hoạt động vào cuối năm 2004 do các vấn đề hợp pháp.
Người dùng có thể tải lên tập tin torrent lên Mininova. các file này được theo dõi bởi các BitTorrent tracker. Mininova không cho phép gửi khiêu dâm. Rất nhiều các torrent chứa các liên kết để bảo vệ quyền tác giả tài liệu.
Trong tháng 4 năm 2007, công ty Mininova B.V. đã sở hữu được tên miền mininova.org sau khi thắng cuộc tranh chấp về tên miền này.
Từ "mininova" xếp thứ 9 trên bảng xếp hạng của Google về các thuật ngữ đáng ngờ trong năm 2006. Ngày 28 tháng 5 năm 2008, Mininova chỉ ra rằng đã có hơn 5 tỷ lượt tải về và một vụ tố tụng.
Nhóm quản lý Mininova cũng điều hành một trang web chia sẻ video, được gọi là Snotr. Họ cũng bắt đầu cung cấp một dịch vụ phân phối nội dung, nhắm tới các nhà sản xuất nội dung độc lập.

## Chi tiết kỹ thuật
Như số liệu thống kê vào 19/11/2008:
- Tổng số tập tin torrents trong cơ sở dữ liệu: 871.362
- Tổng số tập tin torrent tải về: 6.546.330.852
- Tổng số hạt(seed): 5.923.574
- Tổng số leechers: 5.286.306
- Tổng số trackers: 15.599

Xem số liệu mới nhất tại: http://www.mininova.org/statistics Lưu trữ ngày 26 tháng 3 năm 2016 tại Wayback Machine